# Bertram Forer
Bertram R. Forer (Springfield, Massachusetts, 1914. október 24. – Kalifornia, 2000. április 6.) amerikai pszichológus volt, leginkább a Forer-hatás, más néven a személyes megerősítés téveszméje leírásáról ismert.

## Pályafutása
Az amhersti Massachusetts Egyetemen végzett 1936-ban. M.A. és Ph.D. fokozatot a klinikai pszichológiában a Los Angelesi Kaliforniai Egyetemen szerzett.
A második világháború alatt pszichológusként és adminisztrátorként szolgált Franciaországban, egy katonai kórházban. Hazatérve a Veterans Administration elmegyógyintézetben dolgozott Los Angelesben, valamint magánpraxist folytatott Malibun.
Közismert 1948-as kísérletében egy személyiségtesztet adott ki hallgatóinak. Egyéni értékelés helyett azonban összes hallgatójának ugyanazt az elemzést adta, amelyet egy újság asztrológiai rovatából másolt ki. Ezután megkérte a hallgatókat, hogy értékeljék egy 0-tól 5-ig terjedő skálán, hogy mennyire igaz az elemzés saját magukra. Az átlagérték 4,26 lett. Ezt a kísérletet 1948 óta több száz alkalommal megismételték, és az átlag mindig 4,2 körüli.
A Forer-hatás azt mutatja, hogy az emberek hajlamosak magukra nézve igaznak elfogadni általánosított személyiség-leírásokat anélkül, hogy észrevennék, hogy a leírtak nagyjából bárki másra igazak lehetnek, mert azt akarják, hogy az elemzésben szerepeltek igazak legyenek rájuk. Ezt a kísérletet gyakran idézik más személyiségtesztek kritikái során.